# Santos Marka T'ula
Santos Marka T'ula (Corregimiento de Kurawara de Paqasa, actual provincia de Gualberto Villarroel, La Paz; 1879 - 13 de noviembre de 1939, La Paz, Bolivia) fue un cacique aymara que reivindicó los derechos de los indígenas bolivianos sobre las tierras comunitarias de origen, fue parte del primer  movimiento de caciques apoderados surgido a finales del siglo XIX.

## Biografía

### Primeros años
Santos Marka T'ula nació en la comunidad Llanta Urinsaya en 1879, perteneciente al corregimiento de Curahuara de Pacaxa de la actual provincia de Gualberto Villarroel. Es probable que durante sus primeros años haya sido testigo de la subasta de tierras de comunidad a hacendados criollos y que haya participado en la Guerra Federal de 1899 apoyando a Pablo Zárate Willca.

### Labor como cacique apoderado
En 1914, Santos Marka T'ula se presentó ante la prefectura del departamento de La Paz como apoderado del ayllu del Cantón Qallapa, buscando testimonios de títulos antiguos restituidos de 1569 a 1589 por el virrey Toledo. Tales documentos, usurpados por los criollos, le fueron negados. En febrero de 1915 él y otros caciques viajaron a Sucre para pedir amparo y garantías para sus gestiones ante la Corte Suprema. Desde entonces, envestido como Apoderado General de la red de caciques apoderados, que se extendía por Cochabamba, Chuquisaca y todo el altiplano boliviano, fue el representante más importantes de los ayllus y comunidades andinas bolivianas en la defensa legal de las tierras comunitarias de origen. Para ello, se basó en algunas pocas concesiones formuladas en documentos coloniales y republicanos que demostraban la jurisdicción indígena sobre tales tierras comunitarias. En su calidad de apoderado, se dice que llegó hasta Lima y Buenos Aires.
En 1917 y 1918 fue acusado de sublevación y detenido. Una vez libre, denunció que todos los documentos que había recolectado le habían sido confiscados. Acudió entonces a la Fiscalía General de la República para que le fueran devueltos, solicitud que le fue negada. En 1923 fue acusado nuevamente de subversión y encarcelado hasta 1925. Sin embargo, estando en la cárcel, dotó a su esposa y a su suegro de poderes para que prosiguieran con su búsqueda documental. Desde la cárcel, el 6 de agosto de 1924 hizo un pedido para que la usurpación de tierras terminara, para que los jóvenes indígenas comunarios pudiesen presentarse en el servicio militar (requisito para la ciudadanía) y para que se creara una escuela fiscal normal.

### La guerra del Chaco y últimos años
Durante la guerra del Chaco el movimiento de los caciques apoderados se debilitó y para 1939 la red se desvinculó y la lucha de Marka T'ula se circunscribió solo al departamento de La Paz. Marka T'ula murió en el departamento de La Paz en 1939.